# Tigrinya
El tigrinya és una llengua semítica etiopicoeritrea parlada per uns 4,5 milions de persones majoritàriament pertanyents al poble tigrinya o tigrai, que viu a l'Eritrea central i a la Regió Tigre d'Etiòpia (a banda de les comunitats tigrinyòfones emigrades principalment a Israel) i que gaudeix de l'estatus de llengua oficial a tots dos estats.

## Història interna de la llengua
Llevat d'algunes escadusseres notes marginals en manuscrits antics escrits en gueez i diversos glossaris tigrinya-àrab i tigrinya-turc dels segles XVII-XVIII, la història documental de la llengua tigrinya comença amb les primeres llistes lèxiques recollides pels viatgers i exploradors europeus noucentistes. El codi de legislació tradicional Loggo Sarda, trobat dins l'església de Sarda (Etiòpia), és considerat el primer text literari en tigrinya i es remunta al segle xix.

## Esbós lingüístic de la llengua tigrinya

### Fonologia

#### Sistema consonàntic
|                |                | Labial1 | Dental | Palatal2   | Velar  | Velar   | Faringal | Glotal  |
| - labialitzada | + labialitzada | Labial1 | Dental | Palatal2   |        |         | Faringal | Glotal  |
| -------------- | -------------- | ------- | ------ | ---------- | ------ | ------- | -------- | ------- |
| Nasal          | Nasal          | /m/     | /n/    | /ɲ/ (ñ)    |        |         |          |         |
| Oclusiva       | sorda          | /p/     | /t/    | /tʃ/ (č)   | /k/    | /kʷ/    |          | /ʔ/ (ˀ) |
| Oclusiva       | sonora         | /b/     | /d/    | /dʒ/ (ǧ)   | /ɡ/    | /ɡʷ/    |          |         |
| Oclusiva       | ejectiva       | /pʼ/    | /tʼ/   | /tʃʼ/ (čʼ) | /kʼ/   | /kʼʷ/   |          |         |
| Fricativa      | sorda          | /f/     | /s/    | /ʃ/ (š)    | *[x]3  | *[xʷ])3 | /ħ/ (ḥ)  | /h/     |
| Fricativa      | sonora         | */v/4   | /z/    | /ʒ/ (ž)    |        |         | /ʕ/ (ˁ)  |         |
| Fricativa      | ejectiva       |         | /sʼ/   |            | *[xʼ]3 | *[xʼʷ]3 |          |         |
| Aproximant     | Aproximant     |         | /l/    | /j/ (y)    |        | /w/     |          |         |
| Ròtica         | Ròtica         |         | /r/    |            |        |         |          |         |

¹ Terme inclusiu per a bilabials i labiodentals.
² Incloent-hi tant palatals com palatoalveolars.
3 Les fricatives [x xʷ xʼ xʼʷ] són variants al·lofòniques de les corresponents oclusives.
4 Limitada a manlleus recents provinents de llengües europees.

#### Sistema vocàlic
|         | Anterior | Central | posterior |
| ------- | -------- | ------- | --------- |
| Tancada | /i/      | /ɨ/ (ə) | /u/       |
| Mitjana | /e/      | /ɐ/ (ä) | /o/       |
| Oberta  |          | /a/     |           |

### Morfologia

#### Morfologia nominal

##### Gènere gramatical dels substantius
Si bé el tigrinya conserva l'oposició masculí-femení, no es pot parlar de marques feminitzadores explícites, ja que cap dels sufixos semítics típics (-a, -t, -at) no és productiu en la llengua moderna: el gènere gramatical és inherent a cada substantiu i només es pot deduir de les concordances sintàctiques que exigeix en els seus complements predicatius i atributius.
ˀətu wädi ‘el noi’ – ˀəta gʷal ‘la noia’
ˀətu ˀanbäsa ‘el lleó’ – ˀəta waˁro ‘la lleona’
De fet, fora de casos excepcionals com ṣäḥay ‘sol' (masculí) i wärḥi ‘lluna’ (femení), la majoria dels substatius referents a éssers inanimats accepten concordances tant amb masculí com amb femení.

##### Nombre gramatical
El plural, element marcat de l'oposició singular / plural, s'expressa en tigrinya en els substantius tant mitjançant afixació (plural extern) com apofonia o alternança vocàlica interna (plural intern o fracte). La pertinença de cada substantiu a un tipus o a l'altre és un fet de relació bàsicament lèxica.

###### Plurals externs
El pluralitzador més general és -at, amb una variant -tat en distribució complementària per a substantius acabats en vocal:
nägär ‘cosa’, ‘afer’ → pl. nägärat
säb ‘home’ → pl. säbat
mələkkət ‘senyal, signe’ → pl. mələkkətat
ḥasäma ‘porc’ → pl. ḥasämatat
ˁasa ‘peix’ → pl. ˁasatat
ˀabbo ‘pare’ → pl. ˀabbotat
Amb manlleus provinents del gueez la marca de plural preferida acostuma d'ésser -an:
ḳəddus ‘sant, sagrat’ → pl. ḳəddusan
ḥaṭəˀ ‘pecador’ → pl. ḥaṭəˀan
Alguns substantius en -a i en -ay fan el plural en -ot:
gʷäta ‘senyor’ → pl. gʷätot
gʷasa ‘pastor’ → pl. gʷasot
tästay ‘toro’ → pl. tästot
bəčʼay ‘company’ → pl. bəčʼot

###### Plurals interns
No hi ha regles unívoques de correspondència entre els diversos tipus nominals i una classe determinada de plural intern; es poden, però, indicar combinacions més o menys recurrents:
nägri → ˀanagər
wärḥi ‘mes' → pl. ˀawarəḥ
nägri → ˀangərti
ḳʷäṣli ‘fulla’ → pl. ˀaḳʷṣəlti
ˁaṣmi ‘os' → pl. ˀaˁṣəmti
nägri → ˀangur
ˀadgi ‘ase, ruc’ → pl. ˀaˀdug
ˁarki ‘amic’ → pl. ˀaˁrukˀ
ḥaṭəˀ ‘’ → pl. ˀ
nəgri → ˀangar
bərki ‘genoll' → pl. ˀabrak
ṣəfri ‘ungla’ → pl. ˀaṣfar
nəgri → ˀanagər / ˀanagri
nəhbi ‘abella’ → pl. ˀanahəb
ṣəḥdi ‘ginebre (Juniperus sp)’ → pl. ˀaṣaḥdi
nägär → ˀangar
zämäd ‘parent’ → pl. ˀazmad
gäräd ‘minyona’ → pl. ˀagrad
nägra → nägaru
säsḥa ‘gasela (Gazella sp)’ → pl. säsaḥu
ḳʷälˁa ‘noi’ → pl.  ḳʷälaˁu
nəgar → nəgarwərti
kədan' ‘vestit’ → pl. kədawənti'
Quadrilíters
känfär' ‘llavi’ → pl. känafər
ṭərmuz ‘ampolla’ → pl. ṭäramuz (ṭärämmuz)
mäsḳäl ‘creu’ → pl. mäsaḳəl

###### Pluralització mixta
Alguns substantius presenten simultàniament apofonia i sufixació en el plural:
kälbi ‘gos' → pl. ˀaklabat

#### Morfologia dels adjectius
Si bé diacrònicament i dins el conjunt de les llengües semítiques els adjectius (inclosos els participis i els adjectius verbals) pertanyen, ensems amb els substantius a la categoria nominal, en tigrinya presenten diverses característiques morfològiques específiques i distintives, com ara l'existència d'esquemes derivatius exclusivament adjectivals i de sufixos feminitzadors potencialment afixables a la majoria dels adjectius.

##### Esquemes adjectivals
Els esquemes adjectivals més recurrents en tigrinya són els següents:
näggir
bälliḥ ‘esmolat, tallant’ (√blḥ)
ˁammiḳ pregon, profund‘’ (√ˁmḳ)
nəgur (pronunciat generalment [nugur], en diacronia és el participi passiu)
ṣənuˁ [s'unuʕ] ‘fort’ (√ṣnˁ)
ṣəruy [s'uruy] ‘pur, purificat’ (√ṣry)
nəggur (pronunciat generalment [nuggur])
ṣəbbuḳ [s'ubːuk’] ‘bo’ (√ṣbḳ)
fəṣṣum [fus'ːum] ‘perfecte’ (√fṣm)
nägar
täṣay ‘contrari, oposat’ (√tṣy)
näḳʷar ‘cec’ (√nḳʷr)
näggar
ḳʷäṣṣal ‘verd' (√ḳʷṣl)
käddaˁ ‘rebel, traïdor’ (√kdʕ)
nəgar
ḥəmaḳ ‘dolent, roí’, ‘podrit’ (√ḥmḳ)
ḥəyaw ‘viu’ (√ḥyw)

##### Sufixos adjectivitzadors
Els sufixos més comuns en la derivació d'adjectius per sufixació, generalment de caràcter denominatiu, són:
-am (-amma)
näwram ‘vergonyós' (< näwri ‘vergonya’)
-ay / -awi / -away
taḥtay ‘baix, inferior’ (< taḥti ‘baix, part inferior’)
mədrawi ‘terrè, terrenal, terrestre’ (< mədri ‘terra’)
-äyna / -äñña / -əñña, variants totes tres probablement manllevades a l'amhàric
ˀunätäyna / ˀunätäñña ‘veritable, vertader’ (< ˀunät ‘veritat’)
näwram ‘vergonyós' (< näwri ‘vergonya’)
-an
säkran ‘ebri, embriac, borratxo’

##### Gènere dels adjectius
Llevat fonamentalment dels del tipus näggar i dels derivats amb els sufixos -am, -äyna i -äñña, la gran majoria dels adjectius presenten en el singular formes femenines morfològicament marcades.
El sufix feminitzador més comú en tigrinya és -t, que pot provocar diversos fenòmens d'acomodació fonètica:
m. zämänawi ‘modern, actual' → f. zämänawit
m. gərum ‘meravellós' → f. gərəmti
m. ṣəbbuḳ ‘bell' → f. ṣəbbəḳti
Típica dels adjectius d'esquema näggir és la derivació apofònica de la forma femenina segons el paradigma m. näggir / f. näggar:
m. ṣällim ‘negre’ → f. ṣällam
m. ḳäyyəḥ ‘vermell' → f. ḳäyyaḥ
Altrament que en gueez, l'oposició de gènere es neutralitza, però, en el plural:
ṣəbbuḳat ˀawäddat ‘nois bells' – ṣəbbuḳat ˀawaləd ‘noies belles'

##### Nombre dels adjectius
Igual que en el cas dels substantius, la pluralització dels adjectius pot ser externa, per sufixació de la marca -at:
sg. muluˀ ‘ple’ → pl. muluˀat
o bé interna, limitada a determinat tipus adjectivals, entre els quals näggir, amb plural näggärti:.
sg. däḳḳiḳ ‘petit’ → pl. däḳḳäḳti

##### Gradació adjectival
Com la resta de llengües semítiques septentrionals, el tigrinya no coneix l'elatiu morfològic (cf. àrab كبير kabīr ‘gran' → أكبر ˀakbar ‘més gran') i expressa la comparació mitjançant l'imperfectiu d'un verb de qualitat acompanyat de la preposició ˀənkab:
gäzay ˀənkab gäzaka yäˁabbi ‘la meva casa és més gran que la teva’ (cf. ˁabəy ‘gran')

#### Pronoms personals
El dahalik ha preservat íntegrament el paradigma etiopicosemític de pronoms personals, amb sengles subsistemes de pronoms tònics independents i àtons enclítics.

##### Pronoms personals independents
Les formes tòniques consignades en la següent taula són emprades exclusivament en funcions nominatives:
|   |   | TIGRINYA              |  | TIGRE  | DAHALIK | GUEEZ             |
| 1 |   | ኣነ ˀanä               |  | ˀana   | ana     | ˀana              |
| 2 | m | ንስኻ nəssəḵa*          |  | ˀənta  | enta    | ˀanta             |
| 2 | f | ንስኺ nəssəḵi*          |  | ˀənti  | enti    | ˀanti             |
| 3 | m | ንሱ nəssu              |  | hətu   | itu     | wəˀətu            |
| 3 | f | ንሳ nəssa              |  | həta   | ita     | yəˀəti            |
| 4 |   | ንሕና nəḥna (nəssatna)  |  | ḥəna   | neḥna   | nəḥna             |
| 5 | m | ንስኻትኩም nəssəḵ(atk)um* |  | ˀəntum | intum   | ˀantəmu           |
| 5 | f | ንስኻትክን nəssəḵ(atk)ən* |  | ˀəntən | intun   | ˀantən            |
| 6 | m | ንሳቶም nəss(at)om       |  | hətom  | itam    | wəˀətomu / əmuntu |
| 6 | f | ንሳተን nəss(at)än       |  | hətan  | itan    | yəˀəton / əmāntu  |

* Les antigues formes semítiques comunes es conserven en la llengua moderna com a vocatius: 2 m. ኣታ ˀanta / ˀatta - f. ኣቲ ˀanti / ˀatti, 5 m. ኣቱም ˀantum / ˀattum (ˀantumat / ˀattumat) - f. ኣተን ˀantən / ˀattən (ˀantənat / ˀattənat). Així, per exemple: ˀatta tämähari ‘tu, estudiant!’. Les formes vocatives respectuoses, en canvi, són masc. nəssəḵum i fem. nəssəḵən.

#### Sistema díctic
El tigrinya presenta dues sèries de pronoms díctics amb una oposició semàntica bàsica proper (ˀəz-) / llunyà (ˀət-) que es concreta en els paradigmes següents:

##### Díctic de proximitat
Equivalent del català ‘aquest, est’ i ‘aqueix, eix’.
|       | sg.           | pl.                          |
| masc. | ˀəzu (ˀəzuy)  | ˀəzom (ˀəziˀom / ˀəziˀatom)  |
| fem.  | ˀəza (ˀəziˀa) | ˀəzän (ˀəziˀen / ˀəziˀatän)* |

* Hi ha, per a tot el paradigma, variants amb afèresi, especialment en posició interna de frase: zu, za...
L'origen del demostratiu de proximitat ˀəz- es troba en el pronom determinatiu-relatiu protosemític * ṯu / * ḏu, al qual se li prefixà un element díctic * hā- (cf. fenici hˀz / ˀz, hebreu m. hazze, f. hazot o àrab m. hāḏā, f. hāḏihi), amb posterior igualació del paradigma arran de l'extensió del tema del singular a les formes del plural (vs. l'alternança en gueez entre sg. m. zə, f. zā i pl. m. əllu, f. əllā).

##### Díctic de llunyania
Amb valor del català ‘aquell'.
|       | sg.           | pl.                          |
| masc. | ˀətu (ˀətuy)  | ˀətom (ˀətiˀom / ˀətiˀatom)  |
| fem.  | ˀəta (ˀətiˀa) | ˀətän (ˀətiˀen / ˀətiˀatän)* |

* Amb variants tu, ta... (vegeu supra).
Aquestes formes històriques del demostratiu de llunyania es remunten (igual que en semític oriental, diverses llengües nord-occidentals i gurague occidental) a un antic pronom personal de tercera persona, substituït posteriorment en tigrinya per la construcció nəss- (< * näfs) amb pronom possessiu enclític.
A més d'ésser un pronom díctic, ˀət- és utilitzat en tigrinya també com a article definit:
ˀətu məšät məs konä ‘quan es feu la nit’

#### Pronom relatiu
Les funcions de pronom relatiu en tigrinya les compleix el proclític zə invariable (amb la corresponent forma negativa zäy) anteposat al verb de la frase relativa, amb diverses regles d'acomodació morfofonològica (zä- o za- davant laríngia, ˀə- davant les preformatives nə- i tə-, elisió de ˀə- i yə).
Descendent del pronom determinatiu-relatiu protosemític * ṯu / * ḏu, el relatiu zə és cognat del gueez za (singular masculí, oposat al femení ˀənta i al plural ˀəlla) i del harari zi, mentre que el tigre empra el proclític la- i les llengües semítiques etiopicoeritrees del sud altres que el harari utilitzen yä-.

#### Interrogatius
Per referir-se a individus marcats pel tret [+ humà], el tigrinya empra l'interrogatiu pansemític män (tigre man, gueez mannu amb un femení secundari manna), mentre que la forma referent a coses, ˀəntay, és una innovació única entre les llengües semítiques (cf. tigre mi, gueez mənt, amhàric mən, àrab-hebreu-arameu mā).
La forma ˀayyänay (tigre ˀayi, gueez ˀayy(āt), d'una base protosemítica * ˀay) expressa la interrogació sobre un o uns d'un nombre de persones coses (‘quin', antic ‘qual').

#### Numerals
El tigrinya presenta sengles sèries de numerals cardinals i ordinals, mentre que d'altres tipus de numerals (fraccionaris o partitius, distributius, multiplicatius…) s'expressen de manera analítica o perifràstica.

##### Cardinals
Llevat del numeral per a ‘1’, els cardinals del tigrinya tenen una única forma comuna per ambdós gèneres:
|    | masc.               | fem.                |
| 1  | ḥadä                | ḥantit / ḥanti      |
| 2  | kələttä             | kələttä             |
| 3  | sälästä             | sälästä             |
| 4  | ˀarbaˁtä            | ˀarbaˁtä            |
| 5  | ḥammuštä            | ḥammuštä            |
| 6  | šədəštä (šudduštä)  | šədəštä (šudduštä)  |
| 7  | šobˁattä (šoˁattä)  | šobˁattä (šoˁattä)  |
| 8  | šommontä (šommäntä) | šommontä (šommäntä) |
| 9  | təšˁattä            | təšˁattä            |
| 10 | ˁassärtä            | ˁassärtä            |

El substantiu quantificat pot estar tant en singular com en plural:
ḥammuštä säbäyti / ḥammuštä ˀanəsti ‘cinc dones'
- Els cardinals entre 11 i 19 es construeixen sobre la base ˁassärtä ‘10’ seguida per la unitat, formant bé una estructura coordinada amb l'enclític -w o bé una juxtaposició asindètica:

ˁassärtäw ḥadä / ˁassärtä ḥadä ‘11’
ˁassärtäw ḥammuštä / ˁassärtä ḥammuštä ‘15’
- Les formes per les desenes són:

| 20 | ˁəsra   |         |
| 30 | sälasa  | sälasa  |
| 40 | ˀarbaˁa | ˀarbaˁa |
| 50 | ḥamsä   | ḥamsä   |
| 60 | səssa   | səssa   |
| 70 | säbˁa   | säbˁa   |
| 80 | sämanya | sämanya |
| 90 | täsˁa   | täsˁa   |

- Per les quantitats superiors, el tigrinya utilitza:

məˀti ‘100’
šəḥ ‘1.000’
əlfi (o bé ˁassärtä šəḥ lit. ‘deu mil') ‘10.000’

#### Morfologia verbal
- Verbs quadriradicals

Diacrònicament, una gran quantitat dels verbs quadriradicals del tigrinya (tipus remarcablement abundant respecte d'altres llengües cognades) es pot fer derivar de bases primitives triradicals bé per infixació de -n- / -l- / -r- / -ḥ- (-h-) darrere la primera consonant radical o bé per reduplicació de la tercera radical.
El paradigma de conjugació dels verbs quadriradicals segueix generalment el de les formes geminades:
√ṣmbr ‘unir, aplegar’ : ṣämbər, ṣämbärä – yəṣəmbər, ṣämbiru – yəṣämbər

#### Preposicions
Les principals preposicions simples en tigrinya són:
nə ‘a’ (al·latiu, datiu, nota acusativa)
bə ‘amb, mitjançant’
ˀab ‘en, a’ (locatiu)
nab ‘vers, envers, cap a’
kab (ˀənkab) ‘de, des de’ (també comparatiu)
məs ‘amb, ensems amb’ (associatiu)
kəsaˁ ‘fins a’
wəšṭi ‘enmig de, en'
Com en la majoria de llengües semítiques, les combinacions de preposicions són normals en tigrinya:
ˀab ləˁli ‘sobre’
Fins i tot són possibles combinacions discontínues del tipus PREPOSICIÓ – SUBSTANTIU – POSPOSICIÓ:
bäḥase Tädros gəze ‘en temps de l'emperador Teodoros'